# Bastille
I Bastille (resi graficamente come BΔSTILLE) sono un gruppo musicale rock alternativo britannico formatosi nel 2010 a Londra e composto da Dan Smith, Chris Wood, Kyle Simmons e Will Farquarson.
Il gruppo era nato come progetto solista di Smith, che ha deciso più tardi di formare un gruppo. Il nome deriva dal giorno della Presa della Bastiglia, festa nazionale francese che si celebra il 14 luglio, giorno in cui è nato Smith.

## Storia del gruppo

### Primi anni (2011-2012)
Dopo aver firmato un contratto con la Young and Lost Club, i Bastille pubblicano il loro singolo di debutto nel 2011, Flaws; Nel 2012 i Bastille hanno pubblicato per il download gratuito due mixtape, intitolati Other People's Heartache e Other People's Heartache Pt. 2 e usciti rispettivamente il 17 febbraio e il 6 dicembre. I due mixtape contengono reinterpretazioni da parte del gruppo di brani come Titanium di David Guetta, No Scrubs (No Angels) delle TLC e Dreams dei Fleetwood Mac.

### Bad Blood(2012-2013)
Nel 2012 il gruppo ha firmato un contratto con la Virgin Records, con la quale hanno pubblicato tre singoli: Overjoyed, Bad Blood e una riedizione di Flaws.
Raggiungono la fama internazionale nel gennaio 2013 grazie alla pubblicazione del singolo Pompeii, che diventa una hit internazionale e anticipa l'album di debutto del gruppo, Bad Blood, pubblicato a febbraio, che ha raggiunto la vetta della classifica del Regno Unito. Ed è proprio con Pompeii che il quartetto londinese viene premiato in Italia, a Roma, con il loro primo disco di platino.
Dopo Pompeii, viene estratto come singolo il brano Laura Palmer, nell'aprile 2013. Il 26 agosto dello stesso anno viene pubblicato il video del sesto singolo Things We Lost in the Fire, girato in Lituania.
L'11 ottobre 2013 i Bastille hanno pubblicato per il download digitale il singolo Of the Night, il quale ha anticipato la pubblicazione di All of This Bad Blood, riedizione di Bad Blood costituita da quest'ultimo disco e da un CD aggiuntivo che racchiude brani inediti e cover. La riedizione è stata pubblicata il 25 novembre 2013.

### VS. - Other People's Heartache Pt. IIIeWild World(2013-2017)

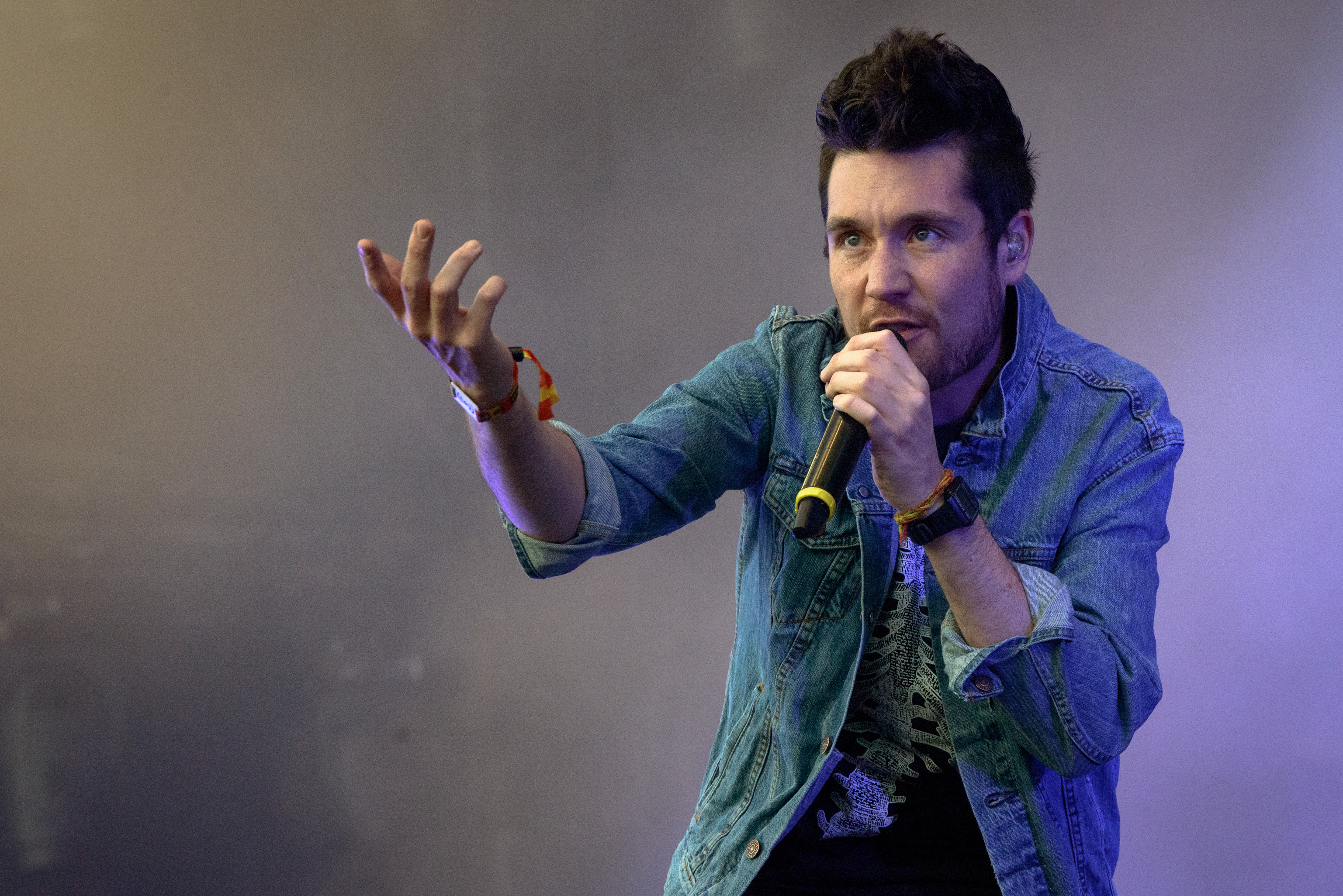
Dan Smith in concerto nel 2015

Verso la fine del 2013 i Bastille hanno iniziato ad eseguire nuovi brani intitolati Blame, Campus e Weapon, quest'ultima figurante la partecipazione della rapper Angel Haze. Il gruppo ha iniziato le sessioni di lavorazione al secondo album nel 2014, programmando le registrazioni per il mese di settembre dello stesso anno. William Farquarson ha affermato che il gruppo ha preparato "16 o 17 tracce" per l'album, aggiungendo:
 Dan Smith ha invece affermato che il secondo album del gruppo avrebbe incluso molte chitarre:
Il 5 giugno 2014 sono stati ospiti del "Bash", il tradizionale concerto organizzato da Apple per il Worldwide Developers Conference agli Yerba Buena Gardens di San Francisco.
Il 21 ottobre 2014 i Bastille hanno annunciato il terzo mixtape VS. - Other People's Heartache Pt. III, pubblicato l'8 dicembre dello stesso anno, e il relativo singolo apripista, intitolato Torn Apart, realizzato con la partecipazione di Grades e uscito il 1º dicembre; una settimana più tardi il gruppo ha reso disponibile per l'ascolto il brano The Driver, composto per il remake della colonna sonora del film Drive ed incluso anch'esso nel mixtape. A differenza dei precedenti mixtape, che includevano anche alcune cover, VS. - Other People's Heartache Pt. III è composto interamente da materiale originale e ha visto la partecipazione di vari artisti, come Haim, MNEK, Skunk Anansie e Angel Haze.
Il 2 luglio 2016 il gruppo ha pubblicato il singolo Good Grief, seguito il 27 dello stesso mese dal brano Fake It, trasmesso in anteprima mondiale da Zane Lowe attraverso il programma Beats 1 di Apple Music. I due brani, insieme al secondo singolo Send Them Off!, uscito il 31 agosto, hanno anticipato il secondo album in studio dei Bastille, intitolato Wild World e pubblicato per il 9 settembre dello stesso anno.

### Other People's Heartache, Pt. 4eDoom Days(2017-2020)
Intorno al 2017 i Bastille hanno cominciato le sessioni di registrazione inerenti al terzo album in studio. Secondo quanto spiegato da Dan Smith nel corso di un'intervista concessa al New Musical Express, «Non smettiamo mai di scrivere e registrare, ma posso confermare che abbiamo speso molto quest'anno per scrivere il nostro terzo album».
Il 9 novembre 2017 è stato pubblicato il singolo World Gone Mad, composto appositamente per il film Bright. Nello stesso giorno è uscito anche il singolo I Know You di Craig David, che ha visto la partecipazione del gruppo e che è stato eseguito per la prima volta dal vivo il 23 dello stesso mese.
Il 9 maggio 2018 è uscito Quarter Past Midnight, primo singolo atto ad anticipare il terzo album in studio. Il titolo, Doom Days, è stato rivelato dai Bastille in occasione della loro esibizione all'Edinburgh Summer Sessions. Il 17 agosto è stato presentato il singolo Happier, realizzato insieme al produttore Marshmello, che ha raggiunto la seconda posizione della Billboard Hot 100 il successivo 16 febbraio 2019.
Il 6 dicembre 2018 è stato reso disponibile un ulteriore singolo inedito Grip, realizzato insieme al duo EDM Seeb; esso ha anticipato l'uscita del mixtape Other People's Heartache, Pt. 4, che contiene brani realizzati insieme a svariati artisti, quali Jacob Banks, James Arthur e Craig David.
Il 25 aprile 2019 i Bastille hanno pubblicato il secondo singolo tratto da Doom Days, l'omonimo Doom Days, seguito il 2 maggio dal terzo singolo Joy. In occasione del lancio di quest'ultimo brano, il gruppo ha annunciato l'uscita dell'album per il 14 giugno. Nell'ottobre 2019 è stata resa disponibile una seconda versione del brano Another Place in collaborazione con Alessia Cara, in qualità di quinto estratto dall'album. Nel dicembre successivo il gruppo ha pubblicato una versione estesa di Doom Days, con 11 nuovi brani.
Nell'aprile 2020 il gruppo ha preso parte al progetto Live Lounge AllStars, realizzando una cover di Times Like These dei Foo Fighters insieme ad altri 22 artisti, con lo scopo di raccogliere fondi da devolvere in beneficenza in relazione agli eventi scatenati dalla pandemia di COVID-19. Nel dicembre dello stesso anno è uscito l'EP Goosebumps, anticipato dai singoli What You Gonna Do??? e Survivin'.

### Give Me the Future(2021-presente)
Nel 2021 il gruppo ha presentato il singolo Distorted Light Beam, co-scritto e co-prodotto da Ryan Tedder e volto ad anticipare il quarto album di inediti. Intitolato Give Me the Future, il disco è stato pubblicato il 4 febbraio 2022 ed è stato promosso da ulteriori singoli distribuiti nei mesi antecedenti la sua uscita: l'omonimo Give Me the Future, Thelma + Louise, No Bad Days e Shut Off the Lights.

## Formazione
Attuale
- Dan Smith – voce, percussioni, tastiera (2010-presente)
- Will Farquarson – chitarra, basso (2010-presente)
- Kyle Simmons – tastiera (2010-presente)
- Chris "Woody" Wood – batteria (2010-presente)

Turnisti
- Charlie Barnes – chitarra, tastiera, percussioni, cori (2015-presente)
- David Kendrick – batteria (2016)

## Discografia

### Album in studio
- 2013 – Bad Blood
- 2016 – Wild World
- 2019 – Doom Days
- 2022 – Give Me the Future
- 2024 - &(Ampersand)

### Album di remix
- 2013 – Remixed

## Videografia

### Video musicali
- 2012 – Overjoyed
- 2012 – Bad Blood
- 2012 – Flaws
- 2013 – Pompeii
- 2013 – Laura Palmer
- 2013 – Things We Lost in the Fire
- 2013 – Of the Night
- 2014 – Oblivion
- 2014 – bad_news
- 2014 – Torn Apart
- 2016 – Good Grief
- 2016 – Fake It
- 2016 – Send Them Off!
- 2016 – Blame
- 2017 – Glory
- 2017 – World Gone Mad
- 2018 – Quarter Past Midnight
- 2019 – Doom Days
- 2019 – Joy
- 2019 – Those Nights
- 2019 – Bad Decisions
- 2021 – Distorted Light Beam
- 2021 – Give Me the Future
- 2021 – Thelma + Louise
- 2021 – No Bad Days
- 2022 – Shut Off The Lights